# Akiko Kawase
Akiko Kawase (川瀬 晶子 Kawase Akiko) es una seiyū japonesa nacida el 29 de junio de 1980 en la Tokio. Ha participado en películas de animación como Paprika y en series como Astroboy (2003) y Rozen Maiden, entre otras. Está afiliada a Aksent.

## Roles interpretados

### Series de Anime
- Aishiteruze Baby como Nattsu y la madre de Kokoro.
- Astroboy (2003) como Yuko.
- Black Jack (2004) como Kumiko Honma.
- Black Jack 21 (2006) como Kumiko Honma y Mio Hazama (joven).
- Coyote Ragtime Show como July.
- Danball Senki como Sae Kirino.
- Danball Senki W como Sae Kirino.
- Dear Boys como Mai Moritaka.
- Gift ~eternal rainbow~ como Ayako.
- Hoshizora e Kakaru Hashi como la madre de Ibuki y Kuriko.
- Ichigo 100% como Kondou.
- Immortal Grand Prix 2 como Clerk.
- Kaiketsu Zorori como la Princesa Colette.
- Koi Koi Seven como Miyabi Tsukuyomi.
- Madou Kiden Pandalian como Love.
- Mokke como Fujitani-sensei.
- Musumet como Aoi Mishina.
- Paradise Kiss como Hamada-sensei.
- Pokémon: Generación Avanzada como Andrew y Plusle.
- Rozen Maiden ~Träumend~ como Micchan.
- Rozen Maiden ~Zurückspulen~ como Mitsu Kusabue.
- Sister Princess como Yotsuba.
- Tamagotchi! (2009) como Mamametchi.
- Tamagotchi! Yume Kira Dream como Julietchi.
- The Third: Aoi Hitomi no Shōjo como Greta.
- To Love-Ru como la madre de Pikary.
- Uchū Kyōdai como Yuki Makabe.
- Uchū no Stellvia como Youko Kusanagi.
- WORKING!! como Maya Matsumoto.

### Películas
- Black Jack: Los dos médicos oscuros como Kumiko Honma.
- Pokémon: El Destino de Deoxys como Plusle.

### Especiales de TV
- Black Jack Special: The 4 Miracles of Life como Kumiko Honma.

### Videojuegos
- Seiken Densetsu: Dawn of Mana como Luna.
- The Elder Scrolls V: Skyrim como Colette Marence, Vaermina y Viola Giordano.

## Música
- Interpretó el opening Super Love de Koi Koi Seven junto con Ayako Ito, Kimiko Koyama, Saori Gotō, Yuko Gibu y Yūna Inamura.[2]
- Junto con  Ayano Matsumoto y Chiaki Osawa interpretó el opening de Musumet: Ai no Senkou.[3]